# 金裕琸
金 裕琸（キム・ユタク、朝鮮語: 김유탁、1925年5月19日 - 2010年6月27日）は、大韓民国の政治家、教授。第7・8・9・10代大韓民国国会議員。

## 経歴
1925年5月19日に生まれた。ソウル大学校文理科大学政治学科を卒業後、陸軍士官学校の教授を務めた。その後1967年6月8日に実施された第7代総選挙に全国区から民主共和党の公認で立候補して当選し、国会議員となりその後も3選したほか、民主共和党の要職などを務めた。
2010年6月27日、老衰により85歳で死去した。